# Adam Saldaña
Adam Jesús Jr. Esparza-Saldaña (Panorama City, Los Ángeles, California, 7 de febrero de 2002) es un futbolista estadounidense que juega como centrocampista.

## Trayectoria

### Los Angeles Galaxy II
Saldaña hizo su debut profesional en una derrota 0-1 ante el Reno 1868 el 15 de septiembre de 2018, entrando como sustituto en el minuto 31 de Andre Zanga.

### Los Angeles Galaxy
El 19 de enero de 2021, firmó a los 18 años de edad con el primer equipo tras jugar 16 partidos con el filial en 2020.

## Estadísticas
Actualizado al último partido jugado el 8 de octubre de 2021.
| LA Galaxy II Estados Unidos |               |               |    |   |   |   |   |    |    |   |
| 2ª                          | 2018          | 2             | 0  | - | - | - | - | 2  | 0  |   |
| 2ª                          | 2019          | 8             | 0  | - | - | - | - | 8  | 0  |   |
| 2ª                          | 2020          | 16            | 0  | - | - | - | - | 16 | 0  |   |
| 2ª                          | 2021          | 2             | 0  | - | - | - | - | 2  | 0  |   |
| Total club                  | Total club    | 28            | 0  | 0 | 0 | 0 | 0 | 28 | 0  |   |
| LA Galaxy Estados Unidos    |               |               |    |   |   |   |   |    |    |   |
| 1ª                          | 2021          | 17            | 0  | - | - | - | - | 17 | 0  |   |
| Total club                  | Total club    | 17            | 0  | 0 | 0 | 0 | 0 | 17 | 0  |   |
| Total carrera               | Total carrera | Total carrera | 45 | 0 | 0 | 0 | 0 | 0  | 45 | 0 |
| (1)I                        |               |               |    |   |   |   |   |    |    |   |